# Kompleks mesjasza
Kompleks mesjasza – stan psychiczny, podczas którego jednostka uważa, iż została wybrana lub jej przeznaczeniem jest ocalenie pewnej grupy osób lub nawet całej ludzkości. Zwykle pojawia się u osób ze  schizofrenią lub zaburzeniami afektywnymi dwubiegunowymi.
Gdy kompleks mesjasza występuje w związku z pobytem w Jerozolimie lub Ziemi Świętej, jest on częścią szerszego syndromu jerozolimskiego.
Kompleks ten można również powiązać z grupą osób, która uważa daną jednostkę za mesjasza.